# Steinach, Sankt Gallen
Steinach är en ort och kommun vid Bodensjön i distriktet Rorschach i kantonen Sankt Gallen, Schweiz. Kommunen har 3 580 invånare (2023).